# Vandœuvre Nancy Volley-Ball
Vandœuvre Nancy Volley-Ball – żeński klub piłki siatkowej z Francji. Swoją siedzibę ma w Vandœuvre-lès-Nancy. Został założony w 1960.